# Dívka u okna čtoucí dopis

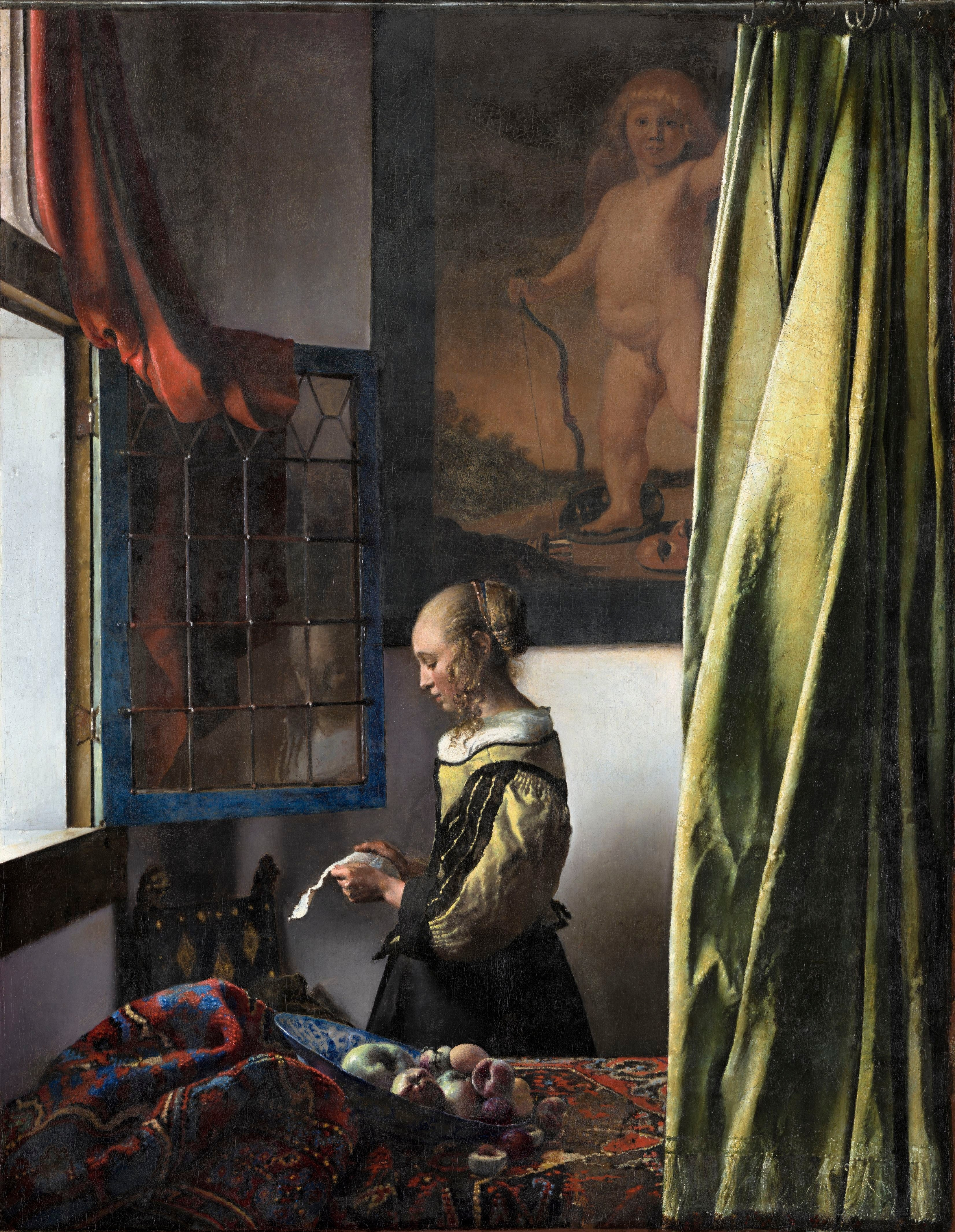
Dívka čtoucí dopis u okna, obraz po restaurování roku 2021

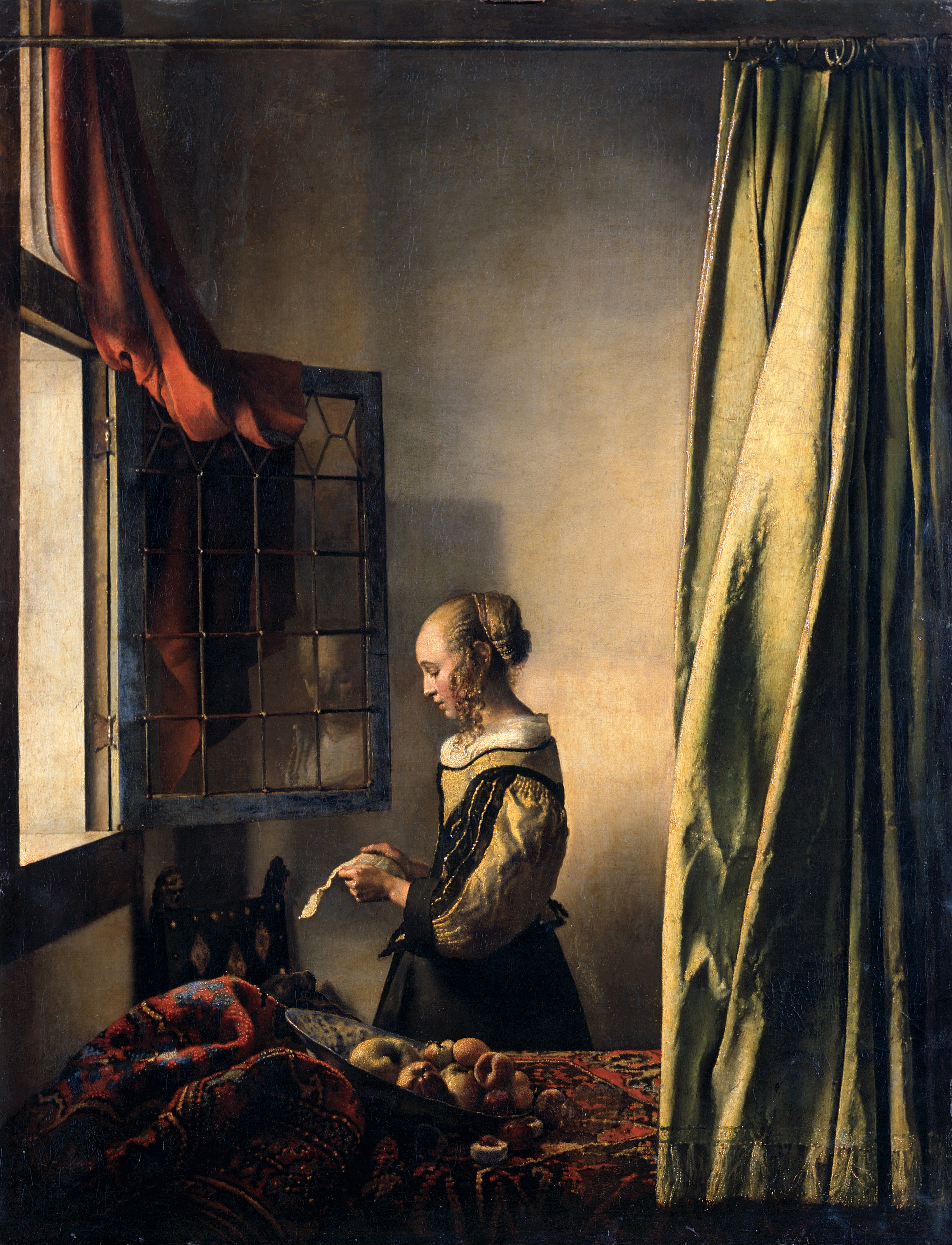
Dívka čtoucí dopis u okna (fragment), dřívější podoba se zamalovaným Kupidem

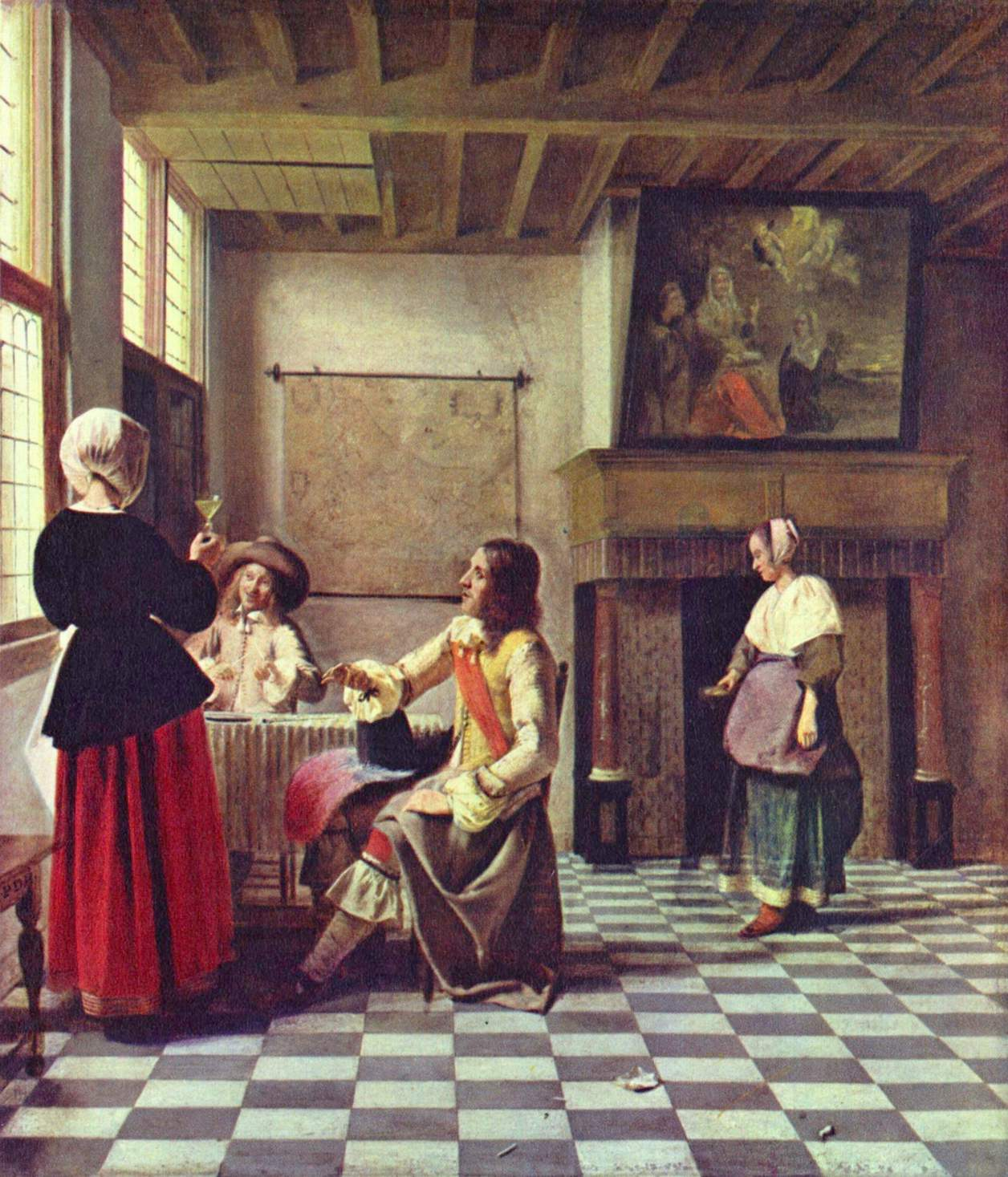
Pieter de Hooch, Pijící žena se dvěma muži a služkou, kolem 1658, National Gallery v Londýně

Dívka u okna čtoucí dopis (nizozemsky Brieflezend Meisje bij het Venster) je obraz Jana Vermeera datovaný do let 1657-1659. Na spodu obrazu se zachovaly stopy malířovy signatury. Obraz se nachází v Gemäldegalerie Alte Meister v Zwingeru v Drážďanech.

## Historie
Obraz vznikl v období let 1657-1659. Roku 1742 ho koupil saský kurfiřt August III., v následujících letech byl považován za dílo Rembrandtovo nebo dílo provedené v jeho stylu. Jako Vermeerovo dílo ho opět rozpoznal G. F. Waagen v roce 1858. Za druhé světové války byla Dívka u okna čtoucí dopis a plátno U kuplířky spolu s dalšími uměleckými díly z Drážďan ukryty a roku 1945 je Rudá armáda vyvezla do Moskvy. Když po válce vyvstal problém návratu drážďanských uměleckých skvostů, ministr kultury SSSR požádal NDR, aby jako výraz vděčnosti dvě díla zůstala v SSSR: Dívka čtoucí dopis a jedno z Giorgionových pláten. Tento návrh však byl odmítnut a nakonec se roku 1955 všechna díla vrátila do Drážďan.

### Dívka u okna čtoucí dopis
Obraz (olej na plátně, výška 83 cm, šířka 64,5 cm) znázorňuje místnost, v níž u otevřeného okna stojí dívka a čte list. Postava je zachycena z profilu, její tvář však se odráží v okenních tabulkách. V popředí se nachází stůl, na němž je prostřena a nařasena bohatě zdobená pokrývka – turecký koberec (koberce jako tento byly příliš cenné, než aby se pokládaly na podlahu), na kterém je postavena mísa s ovocem – broskvemi a jablky. Mísa je díky svému modrobílému dekoru snadno identifikovatelná jako čínský porcelán. Stejně jako koberec vypovídá o zámožnosti domu; teprve v 50. letech 17. století bylo do Nizozemí ve velkém množství importováno z Číny podobné zboží a od té doby se objevuje i v nizozemském umění. Na pravé straně výjevu visí zelená drapérie, zavěšená na tyči probíhající těsně pod horním okrajem obrazu. Další závěs červené barvy je zavěšen u okna.

### Inspirace, významy, symboly
Obraz náleží do skupiny Vermeerových děl, které vznikly před koncem 50. let 17. století, tedy na počátku zralého období jeho tvorby. Tyto obrazy (Voják a smějící se dívka, Děvečka se džbánem mléka a Dívka čtoucí dopis) představují scény odehrávající se v téže místnosti, stejný je i stůl a židle, rovněž oděv dívek na prvním a třetím obraze je identický. Malíř pokaždé umístil postavu do rohu místnosti, v níž se na levé straně nachází okno, jež je zdrojem světla. Tuto kompozici čerpal Vermeer u Pietera de Hoocha (např. Pijící žena se dvěma muži a služkou).
Badatelé připouštějí, že dívka čte dopis milostný, který je současně vstupem do citového vztahu porušujícího manželský slib. Ukazuje na to ovoce, položené na stole, jenž je připomínkou Evina hříchu. Kromě toho rentgenová analýza ukázala, že v původní verzi díla Vermeer na stěně umístil obraz s Kupidem, který sám později zamaloval. Symbolický význam může mít i otevřené okno: žena prahne po kontaktu s vnějším světem, od kterého je v souladu se soudobými pravidly izolována.
Motiv dopisu se v tvorbě malíře bude ještě často opakovat – kromě tohoto obrazu, který je prvním v řadě, jsou to Dáma se služkou a dopisem, Milostný dopis a Hodina hudby.